# لويس أركونادا

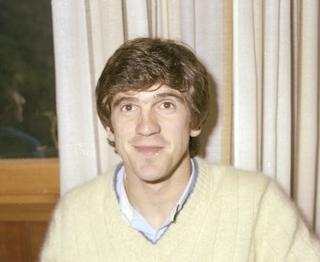
لويس أركونادا

لويس أركونادا (بالإسبانية: Luis Miguel Arconada)، من مواليد 26 يونيو 1954 بسان سيباستيان ببلاد الباسك، لاعب كرة قدم إسباني سابق وحارس مرمى، لعب مع منتخب إسبانيا لكرة القدم.
شارك مع منتخب بلاده في كأس العالم 1982 وكأس أوروبا 1984، وخسر النهائي أمام فرنسا بهدفين دون رد. ويتحمل مسؤولية الهدف الأول الذي سجله بلاتيني من ركلة حرة مباشرة أفلتت من تحت ذراعه.

## روابط خارجية
- لويس أركونادا على موقع الاتحاد الدولي (مؤرشف)  (الإنجليزية)
- لويس أركونادا على موقع قاعدة بيانات كرة القدم.إي يو (الإنجليزية)
- لويس أركونادا على موقع ناشيونال فوتبول تيمز (الإنجليزية)
- لويس أركونادا على موقع Soccerway.com (الإنجليزية)
- لويس أركونادا على موقع عالم كرة القدم.نت (الإنجليزية)
- لويس أركونادا على موقع أوليمبيديا (الإنجليزية)